# ドルシラ・コスタ
ドルシラ・コスタ（Drussyla Costa、1996年7月1日 - ）は、ブラジルの女子バレーボール選手。ポジションはアウトサイドヒッター。ブラジル代表。

## 来歴

### クラブチーム
ジョアンペソア出身。2013年、Sesc-RJ/Flamengoへ入団。2013/14～2016/17シーズンにかけてブラジル・スーパーリーガで4連覇に貢献。2016/17シーズンはリーグのMVPに選ばれた。2020/21シーズンまで8年間在籍しチームの主力選手として活躍した。2021/22シーズンはアソシアソン・ヴォレイ・バウルへ移籍し、ブラジル・スーパーリーガで3位、ブラジルカップで優勝した。2022/23シーズンはオザスコでプレーし、ブラジル・スーパーリーガで3位となった。2023/24シーズンはルーマニアリーグのCSMヴォレイ・アルバ・ブラジと契約した。

### 代表チーム
アンダーカテゴリーの代表として2011年にU16南米選手権で優勝し、自身もMVPに選ばれた。2013年、U-19世界選手権に出場し銅メダルを獲得した。2014年、ジュニアの南米選手権で金メダルを獲得した。2015年にジュニア選手権で銀メダルを獲得した。同年8月に開催されたU-23世界選手権で金メダルを獲得した。2017年にシニアの代表に初選出され、同年のワールドグランプリでデビューし金メダルを獲得した。2018年世界選手権、2019年ワールドカップに出場した。

## 球歴
- 世界選手権 - 2018年
- ワールドカップ - 2019年
- ワールドグランプリ - 2017年
- 南米選手権 - 2017年、2019年

## 所属クラブ
- レクソーナ・アデス（2013-2021年）
- アソシアソン・ヴォレイ・バウル（2021-2022年）
- オザスコ（2022-2023年）
- CSMヴォレイ・アルバ・ブラジ（2023年-）

## 受賞歴
- 2011年 - U-16南米選手権 MVP
- 2014年 - U-20南米選手権 MVP
- 2017年 - 2016/17ブラジル・スーパーリーガ MVP
- 2018年 - 南米クラブ選手権 ベストアウトサイドヒッター賞